# 區靄玲
區靄玲（英語：Edith Au Hoi Ling，1958年10月6日—），曾改名區凱鈴又名區靄珊，香港演員，前亞洲電視藝員，現為無綫電視部頭合約女藝員，畢業於亞洲電視第一期藝員訓練班。

## 簡介
- 1983年：區靄玲畢業於亞洲電視第一期藝員訓練班，随後，便加入亞洲電視拍劇。
- 1990年：離开亞洲電視，一心往中國内地發展。
- 2000年：區靄玲淡出娛樂圈，並在某間保險公司任職。
- 2010年：因公司結業，區靄玲轉投香港無綫電視，以特約演員身份演出多部電視劇
- 2014年：成爲無綫合約藝人[2]
- 2016年: 推出唱片專輯《歌演聲星．區靄玲 - 當年情 新曲+精選》，其中一首新曲〈龍耳心聲〉，是關懷聾人的作品，用作支持聾人機構「龍耳」的歌曲。
- 曾是羅浩楷女友[3][4][5][6]。

## 演出作品

### 電視劇（亞洲電視）
- 1983：情難再 、橄欖樹
- 1984：醉拳王無忌、琴劍恩仇 、神相李布衣
- 1985：三世人
- 1985：大千小傳 飾 卓敏
- 1986：柔情點三八
- 1987：金鳳凰、武林故事
- 1988：滿清十三皇朝<乾隆> 飾 陸鳳儀（慶妃）
- 1988：聊齋誌異之畫皮
- 1988：俠女傳奇 飾 雪姬 / 段小儀

### 電視劇（無綫電視）
- 2010年：談情說案 飾 錢太
- 2010年：公主嫁到 飾 媒婆
- 2010年：依家有喜
- 2010年：誘情轉駁 飾 酒店清潔員
- 2011年：隔離七日情
- 2011年：誰家灶頭無煙火 飾 Candy
- 2011年：怒火街頭
- 2011年：真相 飾 霞姨
- 2011年：法證先鋒III 飾 陳玉鳴
- 2012年：缺宅男女 飾 卓太
- 2012年：換樂無窮 飾 電視台職員
- 2012年：4 In Love 飾 唐太太
- 2012年：當旺爸爸 飾 岑院長
- 2012年：盛世仁傑
- 2012年：拳王 飾 恩慈母
- 2012年：心戰 飾 集團主席
- 2012年：衝呀！瘦薪兵團 飾 趙太
- 2012年：回到三國 飾 黃夫人
- 2012年：大太監 飾 鴇母
- 2012年：幸福摩天輪
- 2012年：愛·回家 (第一輯)
- 2013年：女警愛作戰 飾 陳姑娘
- 2013年：法外風雲
- 2013年：On Call 36小時II
- 2013年：舌劍上的公堂
- 2014年：再戰明天
- 2014年：名門暗戰
- 2015年：刀下留人
- 2015年：收規華
- 2015年：東坡家事
- 2015年：四個女仔三個BAR
- 2015年：收規華
- 2015年：愛·回家 (第二輯)
- 2016年：巨輪II
- 2016年：公公出宮
- 2016年：鐵馬戰車
- 2016年：純熟意外
- 2016年：城寨英雄 飾 達嫂
- 2016年：愛情食物鏈
- 2016年：一屋老友記
- 2016年：愛·回家之八時入席
- 2016年：為食神探
- 2016年：幕後玩家
- 2017年：同盟
- 2017年：愛·回家之開心速遞
- 2017年：老表，畢業喇！
- 2017年：溏心風暴3 飾 董太
- 2018年：波士早晨 飾 李晴
- 2018年：逆緣 飾 朱小寶
- 2018年：宮心計2深宮計 飾 王葭母
- 2018年：特技人 飾 袁雅琳
- 2018年：跳躍生命線 飾 堅嫂
- 2018年：是咁的，法官閣下 飾 護士
- 2019年：荷里活有個大老千 飾 仙姐
- 2019年：福爾摩師奶 飾 鄧芳
- 2019年：白色強人 飾 陳婆婆
- 2019年：她她她的少女時代 飾 萍
- 2019年：街坊財爺 飾 莊太
- 2019年：牛下女高音 飾 Lucy
- 2020年：法證先鋒IV 飾 何秀麗
- 2020年：迷網 飾 苦主
- 2020年：過街英雄 飾 雄母
- 2020年：木棘証人 飾 金
- 2020年：踩過界II 飾 博遠妻
- 2020年：香港愛情故事 飾 菊姐
- 2021年：愛美麗狂想曲 飾 華母
- 2021年：寶寶大過天 飾 銀
- 2021年：七公主 飾 雪母
- 2021年：換命真相 飾 瓊姑
- 2022年：青春不要臉 飾 師奶
- 2022年：金宵大廈2 飾 方太
- 2022年：雙生陌生人 飾 女客人
- 2022年：回歸光影頌: 母親的乒乓球 飾 家長
- 2022年：回歸 飾 王宛欣
- 2022年：痞子殿下 飾 丹妃
- 2022年：輕·功 飾 Duncan母
- 2022年：法證先鋒V 飾 徐淑娟
- 2023年：黃金萬両 飾 婦人
- 2023年：新四十二章 飾 鐘紅
- 2023年：隱形戰隊 飾 Momoko母
- 2023年：隱門 飾 張麗芳 / 吳淑清
- 2023年：你好，我的大夫 飾 傑母
- 2024年：婚後事 飾 暉母
- 2024年：反黑英雄 飾 賢母
- 2024年：異空感應 飾 盧美蘭
- 2025年：富貴千團 飾 陳慧儀
- 2025年：刑偵12 飾 葉培林

### 電視劇（邵氏兄弟）
- 2022年：飛虎之壯志英雄 飾 老師
- 2023年：廉政狙擊 飾 女姐

### 電視劇（港台電視）
- 2021年：環顧日常之海魚飛

### 電視劇（中國内地）
- 1996年：迷途

### 微電影
- 2012年：東華三院：越半「更」精彩 之《情不變》 飾 Emily

### 電影
- 1989年：監獄不設防
- 2015年：雛妓

## 音樂作品

### 唱片
| 專輯資料                                                                               | 曲 目 |
| -------------------------------------------------------------------------------------- | --- |
| 《歌演聲星．區靄玲 - 當年情 新曲+精選》 - 發行日期：2016年4月14日 - 發行公司：環星音樂 | 曲目 1. 問我 2. 驟雨中的陽光 3. 漫步人生路 4. 欲斷難斷 5. 明日話今天 6. 少女慈禧 7. 心債 8. 赤的疑惑 9. 網中人 10. 龍耳心聲 (新歌) 11. 葬花 (國) 12. 愛你一萬倍 (國) |